# Agenda partagé
Un logiciel d’agenda partagé permet de fixer facilement la date, l’heure et le lieu d’une réunion sans consulter un à un les participants. Il trouve le premier créneau horaire disponible dans l’agenda des collaborateurs, vérifie la disponibilité d’une salle de réunion, invite les participants et leur rappelle la réunion par courriel ou par SMS. 
Pour éviter tout échange non-désiré d'informations, il est normalement possible de choisir un état au rendez-vous (public, privé, restreint, etc.), afin que seule la disponibilité soit disponible ou, au contraire, l'ensemble des informations. 
Il peut se synchroniser avec un assistant personnel. Il permet de programmer en une seule fois tous les rendez-vous et les réunions qui se tiennent de manière régulière. Des espaces sont prévus pour noter des compléments : raisons précises de la rencontre, fonction des participants, ressources nécessaires, etc. L’agenda partagé est accessible à tous les membres de l’équipe. 
Il existe plusieurs logiciels de ce type comme Outlook, Microsoft Exchange Online, MCS-Agenda(Pro), etc.
Le format d'échange le plus courant est iCal (qui a donné naissance à un format : iCalendar). 